# Pseudicius musculus
Pseudicius musculus là một loài nhện trong họ Salticidae.
Loài này thuộc chi Pseudicius. Pseudicius musculus được Eugène Simon miêu tả năm 1901.